# Ferdinand III de Toscane
Ferdinand III de Toscane ou Ferdinand Joseph Jean Baptiste de Habsbourg-Lorraine (en allemand : Ferdinand Josef Johann Baptist ; en italien : Ferdinando Giuseppe Giovanni Baptista), né le 6 mai 1769 à Florence où il est mort le 18 juin 1824, membre de la maison de Habsbourg-Lorraine, second fils de l'empereur Léopold II, est archiduc d'Autriche, prince de Hongrie et de Bohême, et à deux reprises grand-duc de Toscane : du 22 juillet 1790 au 21 mars 1801 et du 1er février 1814 au 18 juin 1824. Il est le fondateur de la maison de Habsbourg-Toscane qui règne sur le grand-duché de 1790 à 1860.
Évincé du trône de Toscane  en 1801 par Napoléon Bonaparte, il reçoit en échange l'électorat de Salzbourg, puis, lorsque celui-ci est attribué en 1805 à l'Autriche, le grand-duché de Wurtzbourg, où il règne sous le nom de Ferdinand Ier.
Allié de Napoléon jusqu'en 1813, il rejoint la coalition anti française qui réorganise l'Europe au congrès de Vienne. Il cède alors Wurtzbourg au royaume de Bavière et récupère le grand-duché de Toscane, où il règne jusqu'à sa mort en 1824, offrant l'asile à plusieurs membres de la famille Bonaparte se trouvant en exil, et qui vont y finir leur vie.

## Biographie

### Famille et avènement
Ferdinand est le second fils de Léopold II (1747-1792), grand-duc de Toscane, et de son épouse Marie-Louise, infante d'Espagne.
Petit-fils de Marie-Thérèse d'Autriche et de l'empereur François Ier, il est le neveu de l'empereur Joseph II, frère aîné de Léopold.
Ferdinand est désigné comme grand-duc de Toscane à la suite de la mort de Joseph II en 1790, sans héritier. Léopold II prend alors la tête des possessions patrimoniales des Habsbourg (Autriche, Hongrie, Bohême) et est élu empereur : il renonce donc au trône de Toscane au profit de Ferdinand qui devient grand-duc sous le nom de Ferdinand III.

### Premier règne en Toscane (1790-1801)

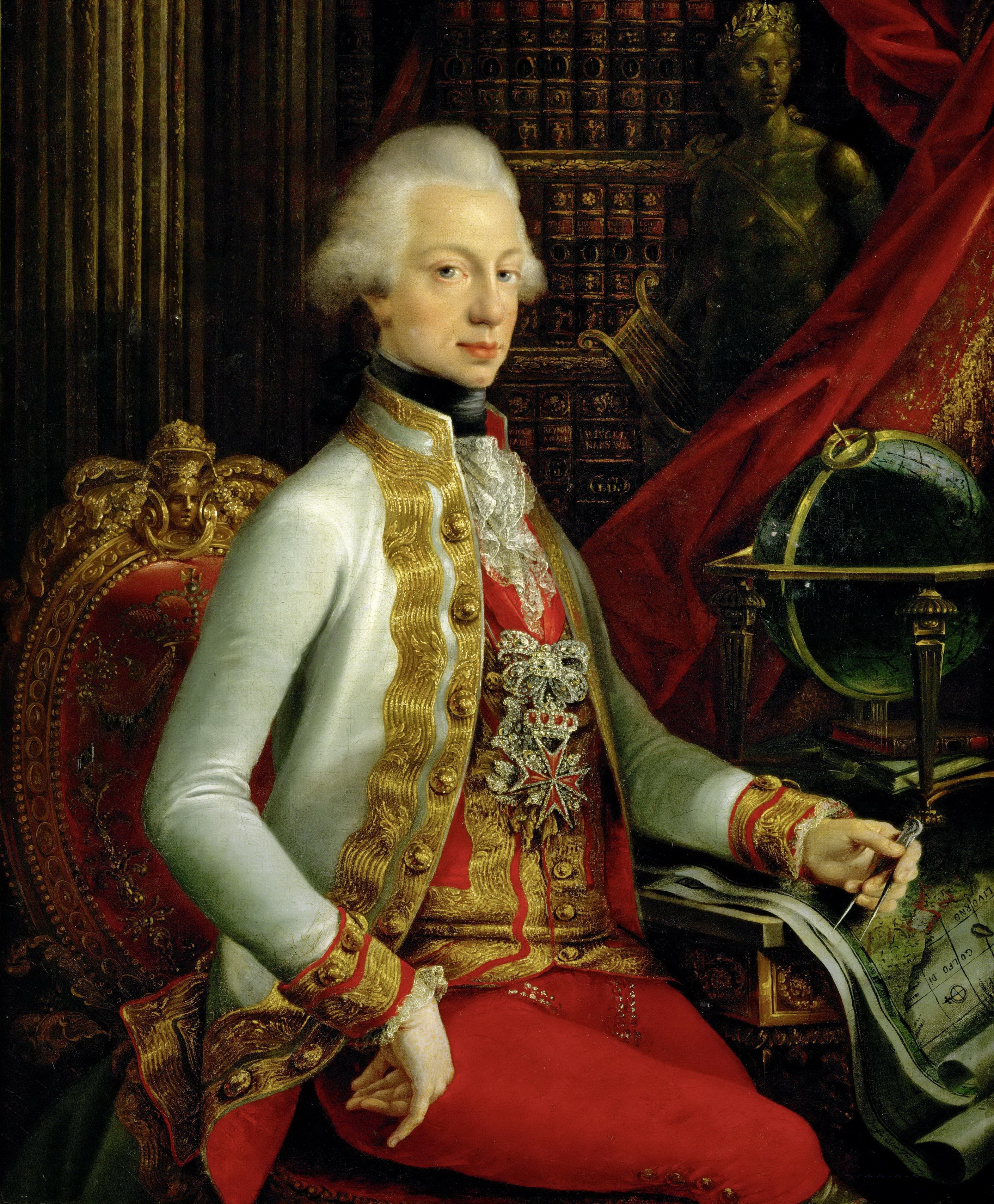
Portrait de Ferdinand III, grand-duc de Toscane.

Le couronnement de Ferdinand donne lieu à des fêtes au Parc des Cascine, du 2 au 5 juillet 1791, qui ont été immortalisées par Giuseppe Maria Terreni, dans un tableau conservé au Musée du Vieux Florence.
En 1792, son frère aîné François succède à leur père à la tête de l'Empire. Avant même son couronnement, la France déclare à son alliée la guerre. La France vainc l'Autriche, annexe la rive gauche du Rhin et assure sa domination sur l'Italie du Nord.
Pendant la Révolution française, Ferdinand devint le premier monarque à reconnaître officiellement la nouvelle République, et il tenta d'y travailler de manière pacifique. Cependant, au début des guerres de la Révolution, les dirigeants britanniques et russes le persuadèrent de rejoindre leur parti dans la guerre de la première coalition. Ferdinand apporta à ses alliés un soutien passif, mais sans enthousiasme. Après avoir été témoin d'une année de victoires retentissantes pour les Français, il devint le premier membre de la coalition à renoncer. Dans une proclamation datée du 1er mars 1795, il abandonna l'alliance et déclara la neutralité de la Toscane.
Sa normalisation des relations avec la France l'a aidé à stabiliser son régime pendant plusieurs années, mais en 1799, il fut obligé de fuir à Vienne pour se protéger lorsque les républicains établirent un nouveau gouvernement à Florence. Le traité d'Aranjuez, en 1801, l'obligea à renoncer à son trône. Napoléon Bonaparte, alors premier consul, le repoussa pour laisser la place à un nouveau régime à Florence : le royaume d'Étrurie, avec à sa tête les princes de la maison de Bourbon-Parme.

### Électeur de Salzbourg (1803-1805)
En 1803, la principauté archiépiscopale de Salzbourg est sécularisé et est érigé en électorat pour Ferdinand III.
En compensation de la perte de la Toscane, Napoléon Ier lui promet le nouveau électorat de Salzbourg, décidée par un contrat conclut avec l'empereur François II le 26 décembre 1802. Le territoire sécularisé comprend, en plus de l'archevêché de Salzbourg, la prévôté de Berchtesgaden et des parties des évêchés (Hochstift) de Passau et d'Eichstätt au nord de la Bavière. Le 11 février 1803, le dernier prince-archevêque de Salzbourg, Hieronymus von Colloredo-Mansfeld, renonce à ses droits en tant que souverain temporel ; quatre jours plus tard, la dignité électorale est remise à Ferdinand II.
En 1805, par le traité de Presbourg, l'électorat de Salzbourg est cédé à l'empire d'Autriche. La principauté épiscopale d'Eichstätt et une partie de celle de Passau sont cédées au royaume de Bavière. En compensation, Ferdinand III reçoit le grand-duché de Wurtzbourg, également érigée en électorat.
Après le traité de Schönbrunn en 1809, Salzbourg est cédé à la Bavière et incorporé au cercle de la Salzach (Salzachkreis). Lors du traité de Paris en 1814, la plus grande partie fait son retour à l'empire d'Autriche et, par le traité de Munich deux ans plus tard, est incorporée au cercle de Salzbourg (Salzburgkreis) au sein de la Haute-Autriche. Le duché de Salzbourg n'est mis en place qu'en 1849.

### Grand-duc de Wurtzbourg (1805-1815)

Drapeau du grand-duché de Wurtzbourg (1805-1814).

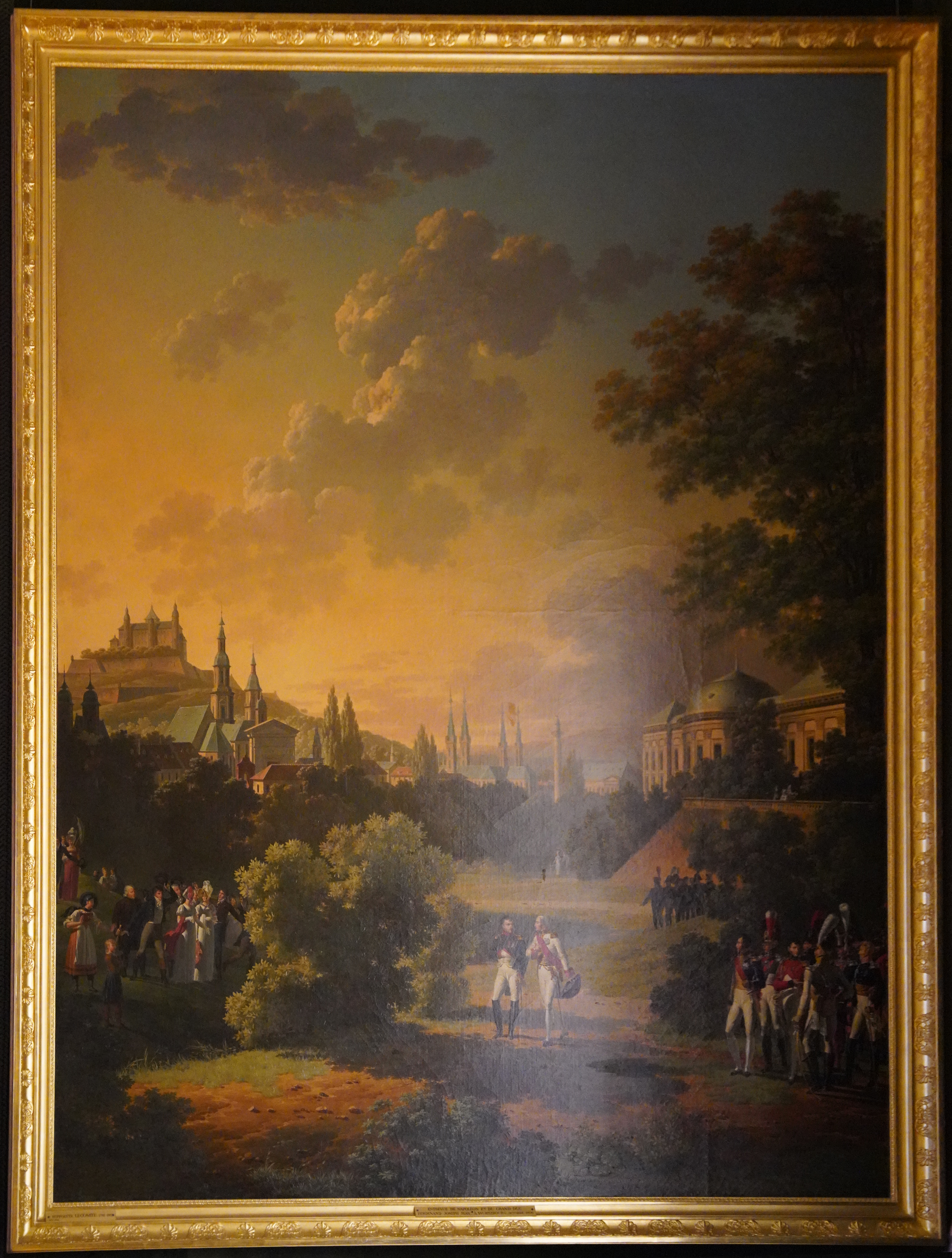
Rencontre du grand duc et de Napoléon en octobre 1806 au château de Wurtzbourg.

Par le traité de Presbourg de 1805, Ferdinand renonce à Salzbourg, donné par Napoléon Ier à l'Autriche où règne son frère et accepte de Napoléon Ier le grand-duché de Wurtzbourg, nouvel État créé pour lui à partir des possessions de la principauté épiscopale de Wurtzbourg et rejoint la confédération du Rhin.
Le 25 février 1803, le recès de la Diète impériale de Ratisbonne attribue le territoire de l'archevêché de Salzbourg et la prévôté de Berchtesgaden au Grand-duc, élevé au titre de Prince-électeur, l'ensemble formant le nouvel électorat de Salzbourg (1803-1805). En même temps, le territoire de l'évêché de Wurtzbourg est sécularisé et donné à la Bavière.
En 1805, le territoire de Wurtzbourg est attribué à Ferdinand, en compensation de son électorat de Salzbourg, annexé par l'Empire d'Autriche par le traité de Presbourg (26 décembre 1805), la Bavière recevant le Tyrol et le Trentin.
Le nouvel État est brièvement dénommé électorat de Wurtzbourg (Kurfürstentum Würzburg), puis est élevé en un Grand-duché lors de la dissolution du Saint-Empire le 6 août 1806. Par le traité de Paris du 15 septembre 1806, le Grand-duché, allié à l'Empire français, entre dans la confédération du Rhin. Ferdinand III prend alors le nom de Ferdinand Ier de Wurtzbourg.
En 1810, le grand-duché annexe Schweinfurt. Après la défaite de Napoléon à Leipzig, Ferdinand dénonce son alliance avec lui en octobre 1813. Ses possessions sont rendues à la Bavière en 1814 par un traité austro-bavarois en marge du traité de Paris, et le congrès de Vienne le rétablit ultérieurement à la tête de la Toscane.
Le 9 juin 1815, l'acte final du congrès de Vienne rétrocède le grand-duché au royaume de Bavière et rétablit le Grand-duc en Toscane. Le Grand-duché de Toscane est même agrandi.

### Retour en Toscane et fin de règne (1815-1824)

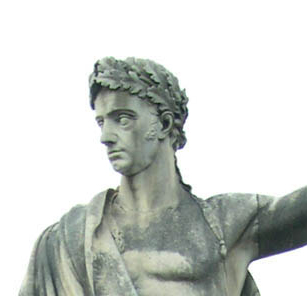
Ferdinand III, grand-duc de Toscane, statue (Arezzo).

Ferdinand III revient à Florence et reprend le pouvoir. Le nationalisme italien explose au cours des années post-napoléoniennes, menant à l'établissement de sociétés secrètes dont le but est l'unification de l'Italie. Lorsque ces ligues arrivent en Toscane, Ferdinand III, inquiet, demande une garnison autrichienne à son frère l'empereur François, pour la défense de l'État.
Après la mort de Ferdinand, son fils aîné, Léopold II, lui succède.

## Mariages et descendance

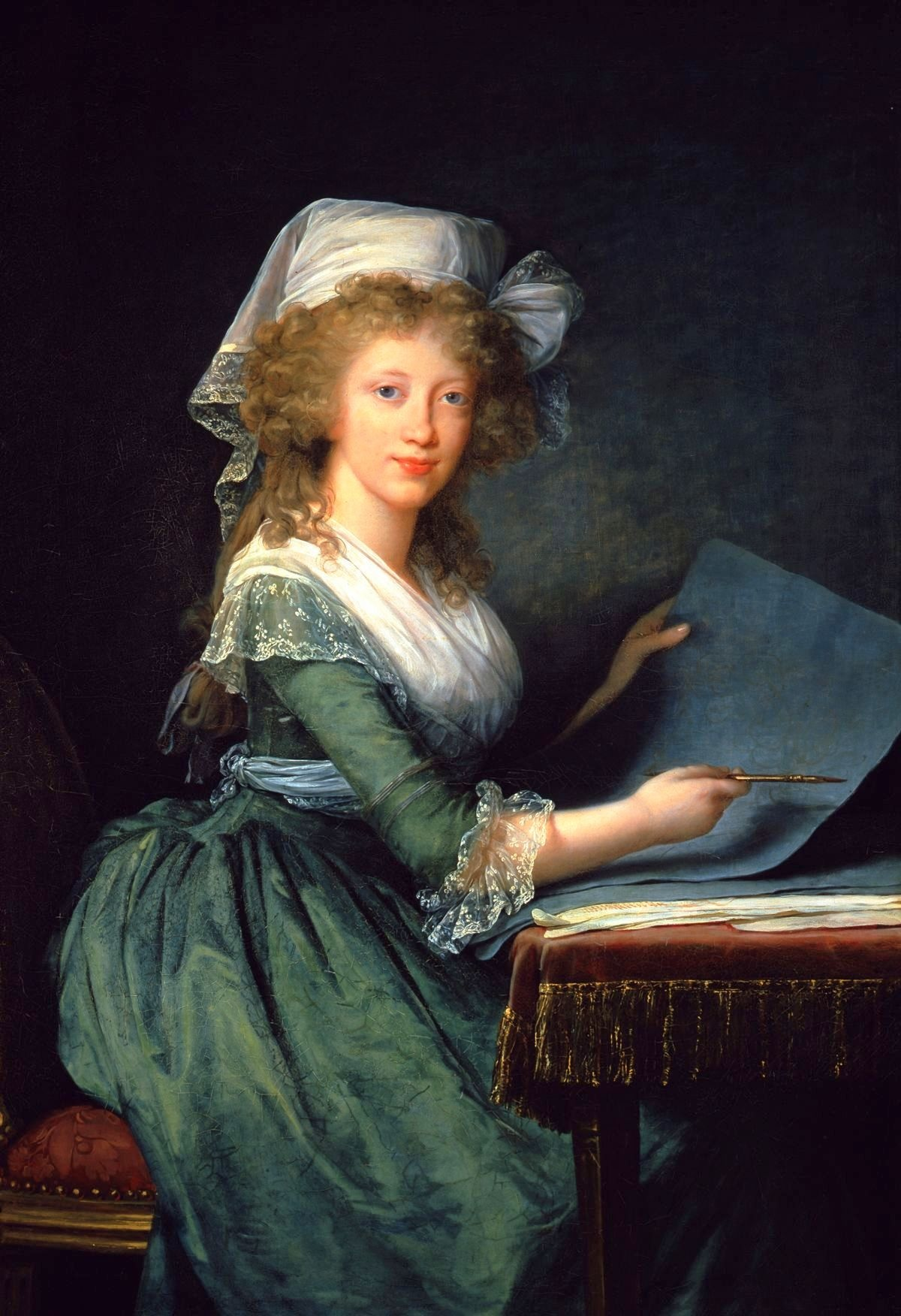
Maria Luisa di Borbone,
Princesse des deux Siciles, 1790,
par Élisabeth Vigée Le Brun,
musée de Capodimonte, Naples.

Marié le 15 août 1790, à Naples, avec la princesse Louise de Bourbon-Siciles (27 juillet 1773-19 septembre 1802), fille de Ferdinand Ier roi des Deux-Siciles (1751-1825) et de Marie-Caroline d'Autriche (1752-1814). Ils ont six enfants :
1. Caroline-Ferdinande-Thérèse (1793-1802) ;
2. François-Léopold (1794-1800) ;
3. Léopold II de Toscane (1797-1870) ;
4. Marie-Louise-Josèphe-Christine-Rose (1798-1857), célibataire ;
5. Marie-Thérèse de Habsbourg-Toscane (1801-1855), épouse de Charles-Albert de Sardaigne ;
6. Prince sans nom (mort-né le 19 septembre 1802).

Marié de nouveau le 6 mai 1821 à Florence à Marie-Ferdinande de Saxe (Son Altesse Maria Ferdinande Amalia Xaveria Theresia Josepha Anna Nepomucena Aloysia Johanna Vincentia Ignatia Dominica Franziska de Paula Franziska de Chantal, Duchesse de Saxe) (27 avril 1796-3 janvier 1865), fille de Maximilien de Saxe (1759-1838) et de Caroline de Bourbon-Parme (1770-1804). Il n'y pas d'enfant vivant de ce mariage.

## Source partielle
- Marie-Nicolas Bouillet  et Alexis Chassang (dir.), « Ferdinand III de Toscane » dans Dictionnaire universel d’histoire et de géographie, 1878 (lire sur Wikisource).